# 翔傑喜昭
翔傑 喜昭（しょうけつ よしあき、1976年9月5日 - ）は、静岡県天城湯ヶ島町（現在の伊豆市）出身で、芝田山部屋（入門時は放駒部屋）所属の現役大相撲力士。本名は仲原 克明（なかはら よしあき）。身長183.1cm、体重157.2kg、血液型はAB型。最高位は西幕下4枚目（2009年3月場所）。

## 来歴
三島高校（現在の知徳高校）相撲部出身。高校時代は国体出場歴もある。恩師の勧めで高校卒業後は大相撲の世界へ進むことを決意し、放駒部屋に入門。1995年3月場所で初土俵を踏んだ。同期生には栃乃花、大碇、豊乃國らがいる。1997年9月場所で三段目、1999年3月場所で幕下と順調に出世したが、幕下と三段目の往復が続き、ようやく幕下に定着できたのは2003年11月場所以降である。2004年3月場所で関取昇進の可能性があるといわれる幕下15枚目以内の番付に初めて昇格し、一時は幕下4枚目まで昇格した時期もあったが、関取昇進はかなわず、30歳代半ばという年齢からくる衰えで、2011年1月場所では三段目まで番付が落ちたが、それ以降はまた建て直し、番付も戻り始めている。2013年1月場所後の師匠・放駒親方（元大関魁傑）の停年（定年）退職が近づくと引退を検討するようになったが、2012年11月場所で6勝1敗と大勝ちしたことで現役続行を決意し、師匠の退職で閉鎖となった放駒部屋から芝田山部屋へと移籍した。2022年1月場所で華吹が引退して以降は現役最年長力士となった。
初土俵以来長らく休場せず本場所を皆勤し続けていたが、2022年7月場所13日目に芝田山部屋関係者の2019新型コロナウイルスが確認された関係で同部屋所属力士全員が同日から休場することになったため、翔傑も入門以来初めての休場となった。なお、日本相撲協会は2019新型コロナウイルスに関連して本場所を休場した場合は、本人の意思によるものではないとして連続出場記録等を継続扱いとする対応を取っているため、翔傑の初土俵以来の連続出場記録は途切れない。

## エピソード
- 駒乃富士の名は部屋の若者頭である花ノ国が命名した。翔傑の名は、壁を突破する機を掴もうと考え、羽ばたく思いと、入門時の師匠だった17代放駒親方の現役時代の四股名である魁傑に因んで自分で命名した。出身地に因んだ伊豆ノ国も候補に挙がった。
- 元々稀勢の里の付け人として重宝され、稀勢の里の横綱昇進直後、12代西岩から「まだ、やめないよな!?」と稀勢の里の付け人を続けるよう念を押された。2017年3月場所3日目の取組後、稀勢の里の方から翔傑に話しかけ、2人は談笑した。この日のNHK大相撲中継では稀勢の里特集が組まれており、2004年1月場所13日目で稀勢の里が幕下優勝を飾った決定戦の懐かしい場面も放映されたが、その決定戦の相手こそ実は当時「駒乃富士」の翔傑だった[4]。
- 相撲ファンからのあだ名は「幕下の高安」[要出典]。

## 主な成績
2025年7月場所終了現在
- 通算成績：634勝626敗（181場所）

| | 一月場所 初場所（東京） | 三月場所 春場所（大阪） | 五月場所 夏場所（東京） | 七月場所 名古屋場所（愛知） | 九月場所 秋場所（東京） | 十一月場所 九州場所（福岡） |
| --- | ----------------------- | ----------------------- | ----------------------- | --------------------------- | ----------------------- | --------------------------- |
| 1995年 （平成7年） | x                       | （前相撲）              | 西序ノ口28枚目 4–3      | 東序二段186枚目 5–2         | 東序二段135枚目 5–2     | 西序二段83枚目 4–3          |
| 1996年 （平成8年） | 東序二段54枚目 4–3      | 西序二段29枚目 3–4      | 東序二段56枚目 5–2      | 西序二段11枚目 3–4          | 西序二段31枚目 4–3      | 西序二段10枚目 3–4          |
| 1997年 （平成9年） | 西序二段31枚目 4–3      | 東序二段9枚目 2–5       | 西序二段40枚目 5–2      | 東序二段3枚目 4–3           | 東三段目85枚目 4–3      | 東三段目66枚目 3–4          |
| 1998年 （平成10年） | 西三段目78枚目 5–2      | 西三段目47枚目 2–5      | 東三段目75枚目 4–3      | 東三段目56枚目 5–2          | 西三段目28枚目 4–3      | 西三段目16枚目 2–5          |
| 1999年 （平成11年） | 東三段目41枚目 6–1      | 西幕下57枚目 2–5        | 西三段目23枚目 6–1      | 西幕下48枚目 2–5            | 西三段目6枚目 4–3       | 西幕下58枚目 4–3            |
| 2000年 （平成12年） | 東幕下50枚目 1–6        | 西三段目16枚目 3–4      | 東三段目33枚目 5–2      | 東三段目5枚目 2–5           | 西三段目27枚目 4–3      | 東三段目13枚目 4–3          |
| 2001年 （平成13年） | 東三段目3枚目 3–4       | 西三段目11枚目 6–1      | 西幕下35枚目 3–4        | 西幕下46枚目 4–3            | 東幕下40枚目 2–5        | 東三段目2枚目 3–4           |
| 2002年 （平成14年） | 西三段目17枚目 5–2      | 西幕下53枚目 2–5        | 東三段目16枚目 5–2      | 西幕下56枚目 4–3            | 東幕下49枚目 4–3        | 西幕下38枚目 2–5            |
| 2003年 （平成15年） | 西幕下59枚目 4–3        | 西幕下50枚目 4–3        | 東幕下41枚目 2–5        | 東三段目3枚目 2–5           | 東三段目27枚目 6–1      | 東幕下47枚目 4–3            |
| 2004年 （平成16年） | 西幕下34枚目 6–1        | 東幕下13枚目 3–4        | 東幕下20枚目 4–3        | 西幕下13枚目 2–5            | 西幕下28枚目 5–2        | 西幕下18枚目 3–4            |
| 2005年 （平成17年） | 西幕下24枚目 4–3        | 西幕下18枚目 4–3        | 東幕下13枚目 4–3        | 西幕下8枚目 2–5             | 西幕下20枚目 4–3        | 西幕下16枚目 1–6            |
| 2006年 （平成18年） | 西幕下37枚目 4–3        | 西幕下29枚目 4–3        | 西幕下23枚目 4–3        | 西幕下16枚目 5–2            | 東幕下9枚目 2–5         | 西幕下22枚目 3–4            |
| 2007年 （平成19年） | 西幕下28枚目 4–3        | 西幕下21枚目 2–5        | 西幕下41枚目 5–2        | 東幕下28枚目 1–6            | 西幕下52枚目 5–2        | 西幕下38枚目 5–2            |
| 2008年 （平成20年） | 東幕下24枚目 3–4        | 東幕下31枚目 4–3        | 西幕下22枚目 4–3        | 東幕下18枚目 4–3            | 東幕下14枚目 2–5        | 東幕下27枚目 6–1            |
| 2009年 （平成21年） | 東幕下10枚目 5–2        | 西幕下4枚目 3–4         | 東幕下8枚目 2–5         | 西幕下17枚目 4–3            | 西幕下13枚目 4–3        | 西幕下10枚目 2–5            |
| 2010年 （平成22年） | 東幕下21枚目 3–4        | 西幕下29枚目 5–2        | 東幕下19枚目 2–5        | 東幕下38枚目 4–3            | 東幕下28枚目 2–5        | 西幕下41枚目 2–5            |
| 2011年 （平成23年） | 西三段目2枚目 5–2       | 八百長問題 により中止   | 西幕下46枚目 3–4        | 東幕下48枚目 6–1            | 西幕下18枚目 2–5        | 西幕下30枚目 4–3            |
| 2012年 （平成24年） | 東幕下25枚目 3–4        | 東幕下33枚目 3–4        | 東幕下44枚目 3–4        | 西幕下56枚目 6–1            | 東幕下26枚目 3–4        | 東幕下34枚目 6–1            |
| 2013年 （平成25年） | 東幕下14枚目 3–4        | 東幕下19枚目 3–4        | 西幕下30枚目 3–4        | 東幕下39枚目 2–5            | 東三段目2枚目 4–3       | 東幕下53枚目 3–4            |
| 2014年 （平成26年） | 西三段目筆頭 4–3        | 西幕下53枚目 4–3        | 東三段目7枚目 3–4       | 西三段目20枚目 5–2          | 西幕下57枚目 4–3        | 西幕下48枚目 2–5            |
| 2015年 （平成27年） | 西三段目9枚目 3–4       | 東三段目21枚目 4–3      | 東三段目9枚目 3–4       | 東三段目26枚目 3–4          | 西三段目42枚目 5–2      | 東三段目15枚目 5–2          |
| 2016年 （平成28年） | 東幕下51枚目 2–5        | 東三段目13枚目 4–3      | 東三段目4枚目 5–2       | 西幕下45枚目 5–2            | 東幕下30枚目 3–4        | 西幕下39枚目 2–5            |
| 2017年 （平成29年） | 西幕下54枚目 1–6        | 東三段目24枚目 4–3      | 東三段目10枚目 3–4      | 西三段目30枚目 2–5          | 西三段目62枚目 5–2      | 西三段目33枚目 5–2          |
| 2018年 （平成30年） | 西三段目6枚目 3–4       | 西三段目17枚目 3–4      | 東三段目29枚目 3–4      | 西三段目44枚目 4–3          | 西三段目30枚目 3–4      | 西三段目43枚目 4–3          |
| 2019年 （平成31年 /令和元年） | 東三段目33枚目 5–2      | 東三段目7枚目 5–2       | 東幕下46枚目 1–6        | 東三段目16枚目 4–3          | 東三段目7枚目 2–5       | 西三段目32枚目 4–3          |
| 2020年 （令和2年） | 西三段目18枚目 3–4      | 西三段目38枚目 4–3      | 感染症拡大 により中止   | 東三段目21枚目 3–4          | 東三段目29枚目 2–5      | 東三段目57枚目 4–3          |
| 2021年 （令和3年） | 東三段目38枚目 4–3      | 西三段目20枚目 3–4      | 東三段目34枚目 2–5      | 西三段目60枚目 4–3          | 西三段目40枚目 3–4      | 西三段目52枚目 2–5          |
| 2022年 （令和4年） | 東三段目76枚目 4–3      | 西三段目57枚目 3–4      | 東三段目77枚目 5–2      | 東三段目40枚目 3–4          | 東三段目40枚目 2–5      | 西三段目64枚目 1–6          |
| 2023年 （令和5年） | 東序二段8枚目 4–3       | 東三段目78枚目 5–2      | 東三段目45枚目 1–6      | 西三段目80枚目 3–4          | 西序二段13枚目 3–4      | 東序二段38枚目 4–3          |
| 2024年 （令和6年） | 東序二段15枚目 5–2      | 東三段目70枚目 3–4      | 西三段目85枚目 2–5      | 東序二段16枚目 5–2          | 西三段目70枚目 1–6      | 東序二段14枚目 4–3          |
| 2025年 （令和7年） | 西序二段4枚目 3–4       | 西序二段28枚目 4–3      | 西序二段7枚目 3–4       | 西序二段33枚目 5–2          | x                       | x                           |
| 各欄の数字は、「勝ち-負け-休場」を示す。 優勝 引退 休場 十両 幕下 三賞：敢=敢闘賞、殊=殊勲賞、技=技能賞 その他：★=金星 番付階級：幕内 - 十両 - 幕下 - 三段目 - 序二段 - 序ノ口 幕内序列：横綱 - 大関 - 関脇 - 小結 - 前頭（「#数字」は各位内の序列） |                         |                         |                         |                             |                         |                             |

## 改名歴
- 仲原 克明（なかはら かつあき）1995年3月場所-1996年7月場所
- 駒乃富士 克明（こまのふじ -）1996年9月場所-2000年5月場所
- 駒ノ藤 克明（こまのふじ -）2000年7月場所-2000年9月場所
- 駒乃富士 克明（こまのふじ -）2000年11月場所-2006年1月場所
- 翔傑 喜昭（しょうけつ よしあき）2006年3月場所-